# 弗蘭克·蘇錫
弗蘭克·加斯頓·亨利·蘇錫 （法語：Franck Gaston Henri Sauzée，1965年10月28日—）是一名法國前職業足球運動員和經理。1988年至1993年期間，蘇錫為法國國家隊上陣39場並射入9球，亦多次擔任球隊隊長。在同一時期，他在球會方面取得極大的成功，為馬賽贏得1993年歐洲冠軍聯賽決賽和的三個法甲冠軍。在他職業生涯的後期，他在蘇格蘭球會喜伯年的表現贏得極大的讚譽，蘇錫隨後曾短期執教該球會。在結束對職業足球的生涯後，蘇錫擔任法國電視網絡的足球評論員。

## 球會生涯

### 索察
蘇錫出生於阿爾代什省的歐布納，他的職業生涯開始於索察，并在1983年8月對魯昂的比賽中完成了他17歲的首次在聯賽上陣。球會在1987年降落法乙，但在接下来的賽季赢得升回法甲的資格。

### 馬賽 (首次效力)
1988年，蘇錫轉會到馬賽，他在馬賽他獲得顥著的成功。在他的首個兩年合約內，球會在兩個賽季都贏得法甲冠軍，並在1989年為球會贏得法國盃。

### 摩納哥
隨後，蘇錫轉為摩納哥效力一個賽季，即1990-1991賽季。蘇錫幫助由雲加管理的球會贏得法國盃，這是蘇錫職業生涯中第二次贏得法國盃。在他缺席的情況下，馬賽進入1991年歐洲冠軍球會盃決賽，但在互射十二碼中輸給貝爾格萊德紅星，屈居亞軍。

### 馬賽 (再次效力)
1991年，蘇錫回到馬賽效力，並繼續享受著顥著的成功。球會贏得1992年的法甲冠軍，並由此進入歐洲聯賽冠軍盃，這是法國球會從未贏過的比賽。然而，馬賽打破記錄，歷史性地在1993年歐洲冠軍聯賽決賽中以1-0擊敗AC米蘭。蘇錫早些時候在對格拉斯哥流浪的關鍵小組賽中射入一球，幫助他們獲得決賽席位。蘇錫此時因其在中場的射門能力而廣受關注，1993年5月，在對馬賽的競爭對手巴黎聖日耳門的比賽中，他用這一技能取得極大的效果。
球會的成功在很大程度上被一場操縱比賽的醜聞所掩蓋。馬賽還贏得1993年的法甲冠軍，但在球會主席貝爾納·塔皮被發現賄賂馬賽的一個對手後，他們的冠軍頭銜被剝奪。這也意味著馬賽不被允許衛冕下一個賽季的歐洲聯賽冠軍盃。

### 阿特蘭大
馬賽的操縱比賽醜聞也造成球隊開始解散的後果，蘇錫被轉會到意甲球會亞特蘭大。但這一次轉會並不成功，領隊弗朗西斯科·圭多林在10場比賽後就被解雇，而蘇錫本人只出場16次及射入一球。球會最終在聯賽中排名倒數第二，因此降班至意乙。

### 喜伯年
儘管蘇錫在法國取得成功，但他可能最被蘇格蘭球會喜伯年的支持者所推崇，從1999年到2002年他的球員生涯結束，他一直擔任球會的隊長。在他作為隊長的指導下，喜伯年重新回到蘇格蘭超級聯賽，並進入2001年的蘇格蘭盃決賽。喜伯年還在2001年獲得聯賽季軍，從而獲得參加歐霸盃的資格。
蘇錫是復活節路球場的傳奇人物，被喜伯年球迷稱為 "Le God"，他們在2005年進行的Football Focus投票中把他選為他們所有時間的崇拜英雄。蘇錫特別喜歡與赫斯進行的愛丁堡打比，作為球員和領隊在9場打比比賽中保持不敗。蘇錫在泰因河城堡以3-0 在"千禧打比 "中取得入球，他還在一場以3-1獲勝的比賽中以頭鎚射入一球，同時被對手在攔截時打暈。

## 國際賽生涯
在1988年至1993年期間，蘇錫為法國隊上陣39場，射入9球。他在其中9場比賽中擔任國家隊隊長，並參加1992年歐洲國家盃決賽週。他也是贏得1988年U21歐洲國家盃的法國21歲以下國家足球隊的一員。蘇錫代表法國國家隊參加的最後一場比賽以令人失望的結局告終，因為球隊在王子公園球場以2-1被保加利亞擊敗。這場失敗意味著法國隊未能獲得1994年世界盃的參賽資格，儘管隊中還有其他著名球員，如艾力·簡東拿、羅倫特·白蘭斯、馬塞爾·迪西里、迪迪亞·迪甘斯和桑-比艾爾·柏賓。

### 國際賽入球
比數和結果首先列出法國和瓜德羅普的入球數，比數欄顯示每個蘇錫入球後的比數。.
| #  | 日期           | 場地                    | 對手       | 入球 | 比數 | 比賽                   |
| -- | -------------- | ----------------------- | ---------- | ---- | ---- | ---------------------- |
| 1. | 1988年11月19日 | 貝爾格萊德柏迪遜球場    | 南斯拉夫   | 2–1  | 2–3  | 1990年世界盃外圍賽     |
| 2. | 1990年3月28日  | 布達佩斯普斯卡什球場    | 匈牙利     | 3–1  | 3–1  | 熱身賽                 |
| 3. | 1991年2月20日  | 巴黎王子公園運動場      | 西班牙     | 1–1  | 3–1  | 1992年歐洲國家盃外圍賽 |
| 4. | 1991年3月30日  | 巴黎王子公園運動場      | 阿尔巴尼亚 | 1–0  | 5–0  | 1992年歐洲國家盃外圍賽 |
| 5. | 1991年3月30日  | 巴黎王子公園運動場      | 阿尔巴尼亚 | 2–0  | 5–0  | 1992年歐洲國家盃外圍賽 |
| 6. | 1991年8月14日  | 波茲南波茲南市立球場    | 波蘭       | 1–1  | 5–1  | 熱身賽                 |
| 7. | 1993年7月28日  | 康城米歇爾·多爾納諾球場 | 俄羅斯     | 1–0  | 3–1  | 熱身賽                 |
| 8. | 1993年8月22日  | 斯德哥爾摩盧桑達運動場  | 瑞典       | 1–0  | 1–1  | 1994年世界盃外圍賽     |
| 9. | 1993年10月13日 | 巴黎王子公園運動場      | 以色列     | 1–1  | 2–3  | 1994年世界盃外圍賽     |

## 領隊生涯
2001年12月，領隊亞歷斯·麥利殊離開去格拉斯哥流浪後，蘇錫被任命為喜伯年的領隊。他是第二位管理球會的非蘇格蘭人，也是自1919年以來的第一位。這一任命有些出人意料，因為喜伯年的董事會在前一天才開會討論可能替代麥利殊的人選。蘇錫在之前的幾周一直受到跟腱受傷的困擾，他宣布退出比賽，以集中精力做好新的工作。
蘇錫的執教期間是不成功。喜伯年在15場比賽中只贏了一場，在2001-02年的蘇格蘭超級聯賽中沒有贏過。2002年2月，在擔任喜伯年領隊69天後，聖莊士東的勝利顯然促使他被解僱。在他被解僱後，蘇錫表示他不擔心喜伯年會被降級。這種信心是有道理的，在卜比-威廉臣執教的首場比賽中喜伯年以3-0擊敗聖莊士東，並且球會輕鬆避免降班。蘇錫的任期極其短暫，這意味著他是否會成為一名好的領隊還沒有得到證實。許多喜伯年球迷，包括前球員艾倫·戈登，寫信給《蘇格蘭人報》，表達他們對喜伯年對待蘇錫的不滿。
2011年9月，Ted Brack寫的There's Only One Sauzée，一本慶祝蘇錫在喜伯年效力時的書，由Black & White Publishing出版。

## 評述員
蘇錫在離開喜伯年後回到他的祖國法國，此後在法國電視擔任足球評述員。他最初為Canal+工作，在這個職位上工作了六年。除了為電視轉播的比賽提供分析，蘇錫還出現在周一晚上的足球談話節目中。蘇錫於2008年離開Canal+，在Orange擔任類似職位，後者已經獲得法甲比賽轉播權。

## 榮譽
索察
- 法乙：1987–88[3]
- 法國盃亞軍：1987–88 [3]

馬賽
- 法甲：1988–89、1989–90、1991–92[3]
- 法國盃：1988–89[3]
- 歐冠盃：1992–93[3]

摩納哥
- 法國盃：1990–91[3]

斯特拉斯堡
- 法國盃亞軍：1994–95[3]
- 圖圖盃：1995[26]

喜伯年
- 蘇甲：1998–99
- 蘇格蘭足總盃亞軍：2000–01[3]

法國U21
- U21歐洲國家盃：1988（英语：1988 UEFA European Under-21 Championship）[3]

## 外部鏈接
- 足球数据库：弗蘭克·蘇錫的球员统计数据